# Isla Iguanas
Isla Iguanas är en ö i Mexiko. Den ligger i lagunen Ensenada Pabellones och hör till kommunen Navolato i delstaten Sinaloa, i den västra delen av landet. Arean är 0,37 kvadratkilometer.